# Serbi in Italia
I serbi in Italia (in serbo Срби у Италији?, Srbi u Italiji) o serbi italiani (in serbo Италијански Срби?, Italijanski Srbi) sono una comunità migrante di 33 322 persone (secondo il censimento 2020) di origine o cultura serba.

## Storia

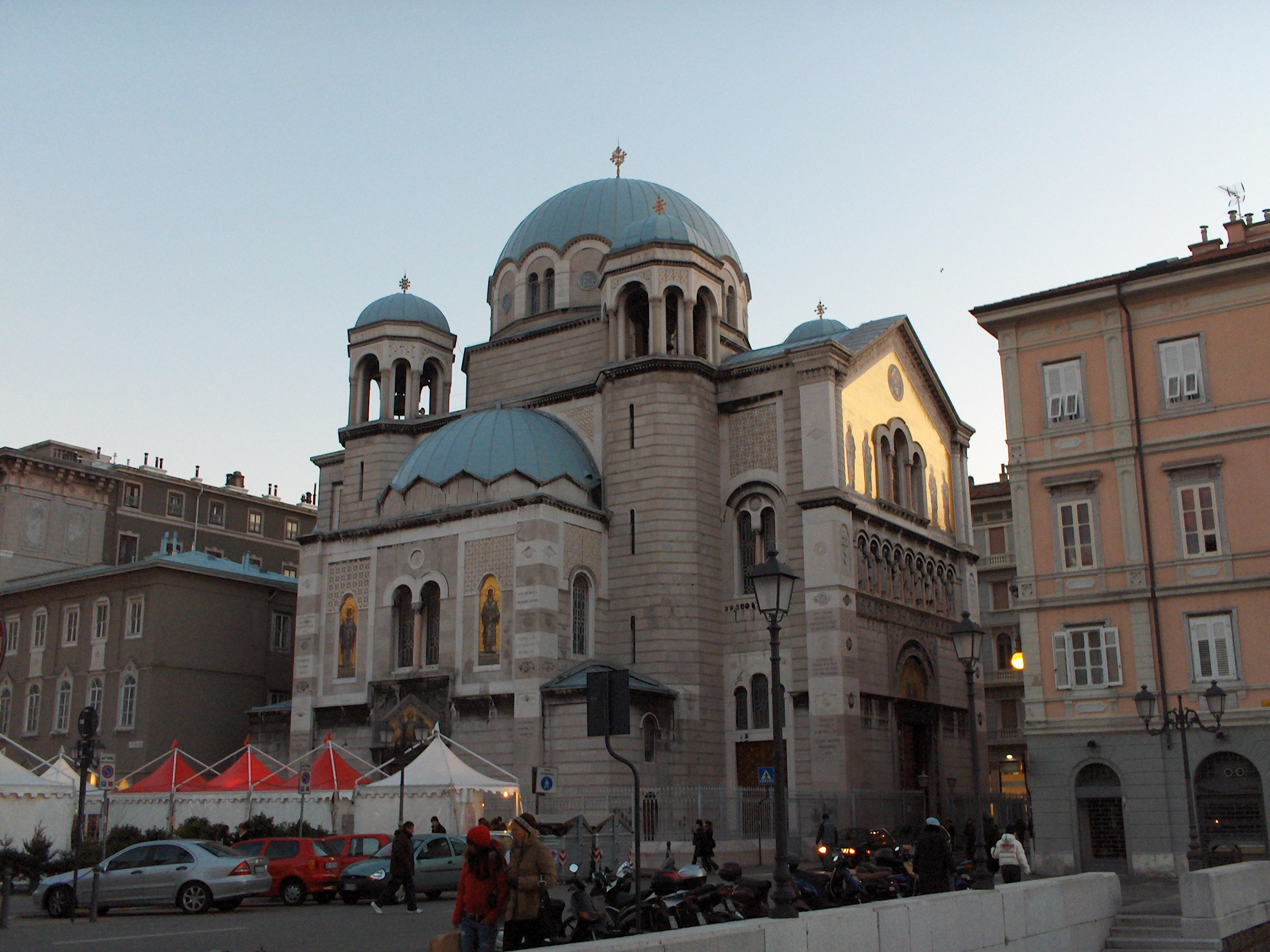
Chiesa ortodossa serba di San Spiridione a Trieste

Secondo Graziadio Isaia Ascoli, lo scrittore ottocentesco Giovanni de Rubertis considerava gli schiavoni (slavi) o dalmati del Molise (successivamente detti Croati del Molise) come una popolazione serba ivi trasportati da Skanderbeg durante la sua spedizione italiana del 1460-1462 assieme agli albanesi del Molise.
Nel 1497 il poeta di corte Rogeri de Pacienza di Nardo scriveva di un gruppo di rifugiati serbi che avevano lasciato il despotato di Đurađ Branković per stabilirsi nel villaggio di Gioia del Colle presso Bari. Rogieri descrive come tali persone ballavano il kolo in onore della Regina di Napoli, Isabella del Balzo. I nomi dei cantori trascritti da Rogieri sono comuni nomi serbi.
Nel 1782 venne aperta a Trieste (allora porto dell'Impero austro-ungarico) la prima scuola serba e nell'Ottocento la chiesa ortodossa serba di San Spiridione venne costruita nei pressi della piazza di Ponte Rosso.
La comunità serba di Trieste vi rimase anche dopo il passaggio del capoluogo giuliano all'Italia nel primo dopoguerra (Trieste era allora sede di un consolato jugoslavo, dove lavorò brevemente anche Ivo Andrić). Nel secondo dopoguerra, i serbi di Trieste furono uno dei fattori di collegamento tra la città giuliana e la Jugoslavia socialista - famoso era negli anni '60 e '70 il mercato dei jeans di Ponte Rosso.
Le guerre jugoslave costrinsero un gran numero di cittadini jugoslavi a cercare rifugio tanto in patria quanto all'estero. Una quota di serbi provenienti dalle zone di conflitto (Krajina croata, Bosnia ed Erzegovina, in seguito anche Kosovo) trovarono rifugio in Italia, spesso dopo un primo spostamento a Belgrado o sulle coste istriane, concentrandosi in special modo a Trieste, Roma e Arzignano. Molti di loro hanno nel tempo acquisito cittadinanza italiana.

## Demografia
La grande maggioranza dei serbi in Italia vive nel Nord Italia, principalmente nella provincia di Vicenza (8 093), e nella città di Trieste (3 876).  Trieste è residenza di varie migliaia di serbi italiani, tra cui 3 876 con cittadinanza serba a fine 2020 (il 19,00% del totale degli stranieri a Trieste, prima comunità davanti a romeni, croati e cinesi).

## Associazionismo
Ci sono varie associazioni locali delle comunità serbe in Italia. L'Associazione dei Serbi d'Italia (Savez Srba Italije) è stata fondata nel 2015 come organizzazione-ombrello a Trieste.